# Fuchs Ignác (író)
Fuchs Ignác (Pétervárad, 1829 – Újvidék, 1877. szeptember 24.) könyvnyomda-tulajdonos, újságíró.

## Élete
A gimnáziumot Vinkovcán végezte el. Újvidéken nyomdát alapított, és 1857-ben Neusatzer Kreisblatt címmel megindította az ottani első német lapot, amely később Neusatzer Lokalblatt und Bacskaer Bote, majd Bacskaer Bote, a 19. század végén pedig Bács-Bodroger Presse címen hetilapként jelent meg. A lapot haláláig szerkesztette. Nagy része volt az egyleti társulás kérdésének megoldása körül, és részt vett a legtöbb újvidéki egylet megalapításában. 